# Więcerad
Więcerad – staropolskie imię męskie, złożone z członów Więce- ("więcej") i -rad ("radosny, zadowolony, rad"). Oznacza "tego, który jest bardziej rad i zadowolony, niż inni".
Więcerad imieniny obchodzi 6 czerwca.